# Barrio de Magón
El barrio de Magón forma parte del sitio arqueológico de Cartago en Túnez. Situado al borde del mar, fue excavado por arqueólogos alemanes bajo la dirección de Friedrich Rakob, en el marco de la campaña internacional impulsada por la Unesco.
El sitio arqueológico consiste en un espacio de la ciudad púnica, del cual los arqueológicos han podido determinar el desarrollo de la ciudad. La importancia de los descubrimientos ha decidido a las autoridades tunecinas a abrir el sitio a los visitantes que, además de los restos, cuenta con un pequeño antiquarium.

## Historia

Plano actual de los vestigios arqueológicos de Cartago; el barrio de Magon está en el número 15.

El barrio era el único terreno al borde del mar que quedó al margen de la urbanización de Cartago.
Las excavaciones arqueológicas bajo la dirección de Friedrich Rakob han puesto en evidencia una ocupación del sitio del siglo V a. C. durante la época bizantina. En ese entonces, las habitaciones eran modestas y un espacio de unos treinta metros las separaban de una muralla que bordeaba la costa.
Una calle perpendicular a la costa daba a una puerta en la muralla en dirección al mar. Al pie de la muralla, había una playa de piedras. La muralla parece haberse extendido hasta el puerto militar.
La puerta que daba al mar parecía haber existido entre los siglos V a. C. y III a. C.. En el siglo II a. C., esta fue clausurada. Se construyó un barrio, donde casa tenía un pozo y una cisterna.
Después de la excavación, los elementos descubiertos han sido consolidados y puestos en valor. Ahora, el sitio es un pequeño parque arqueológico adjunto a zonas de exposición que figuran en las maquetas del sitio, lejos de los circuitos turísticos y, por tanto, en gran parte desconocidas.

## Descripción

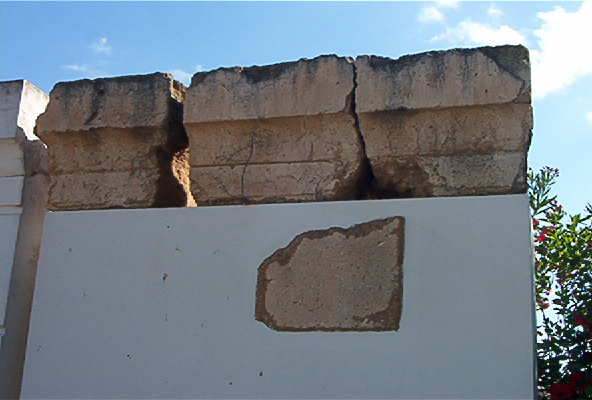
Fragmentos de la cornisa de la muralla en una restauración cerca del antiquarium.

Las excavaciones han permitido determinar que, desde el siglo V a. C., existía un urbanismo organizado, con calles larga de tres metros. La puerta de la muralla hacia el mar estaba precedida por una vía larga de nueve metros.

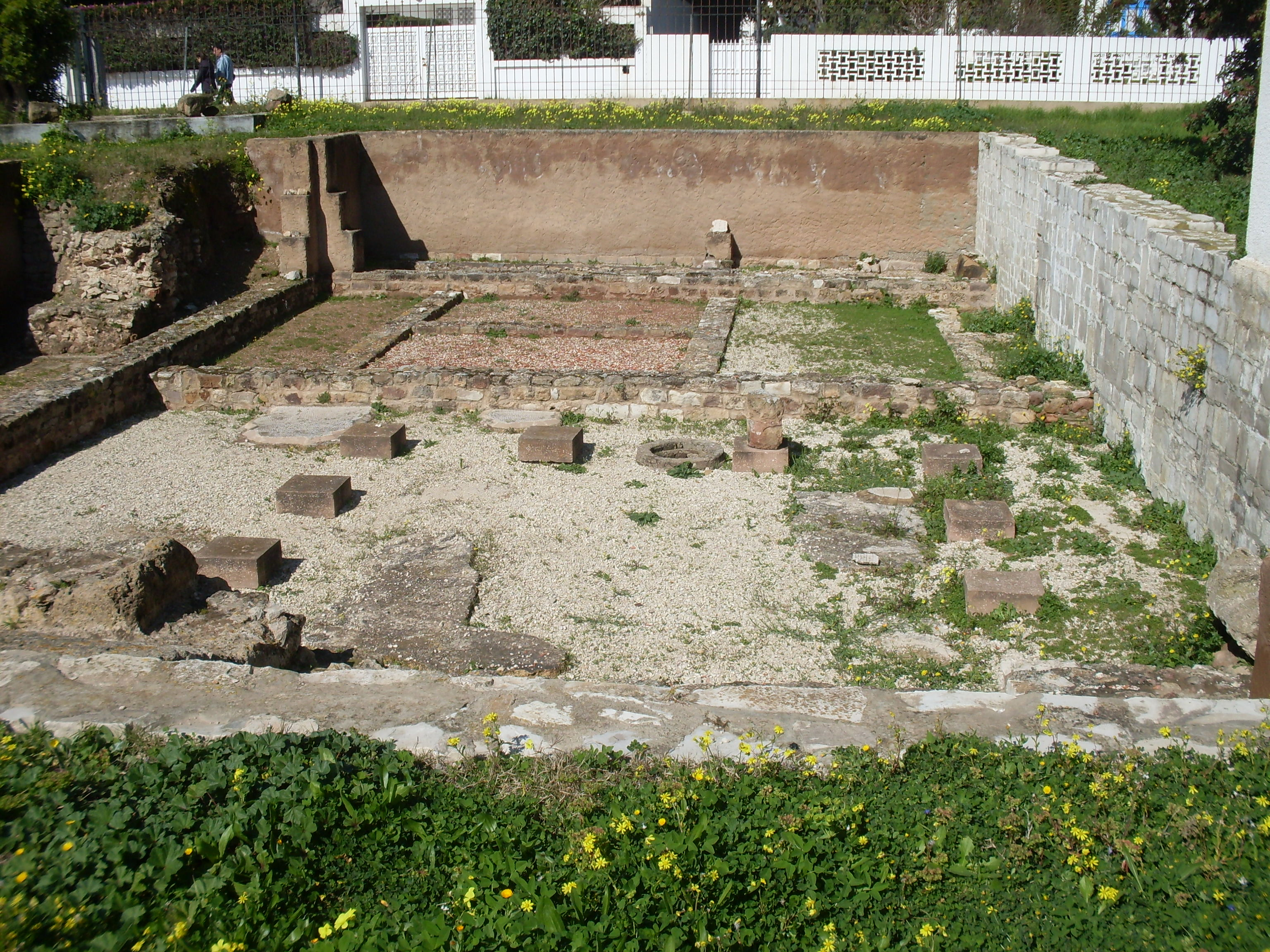
Vivienda púnica con peristilo en el barrio de Magon.

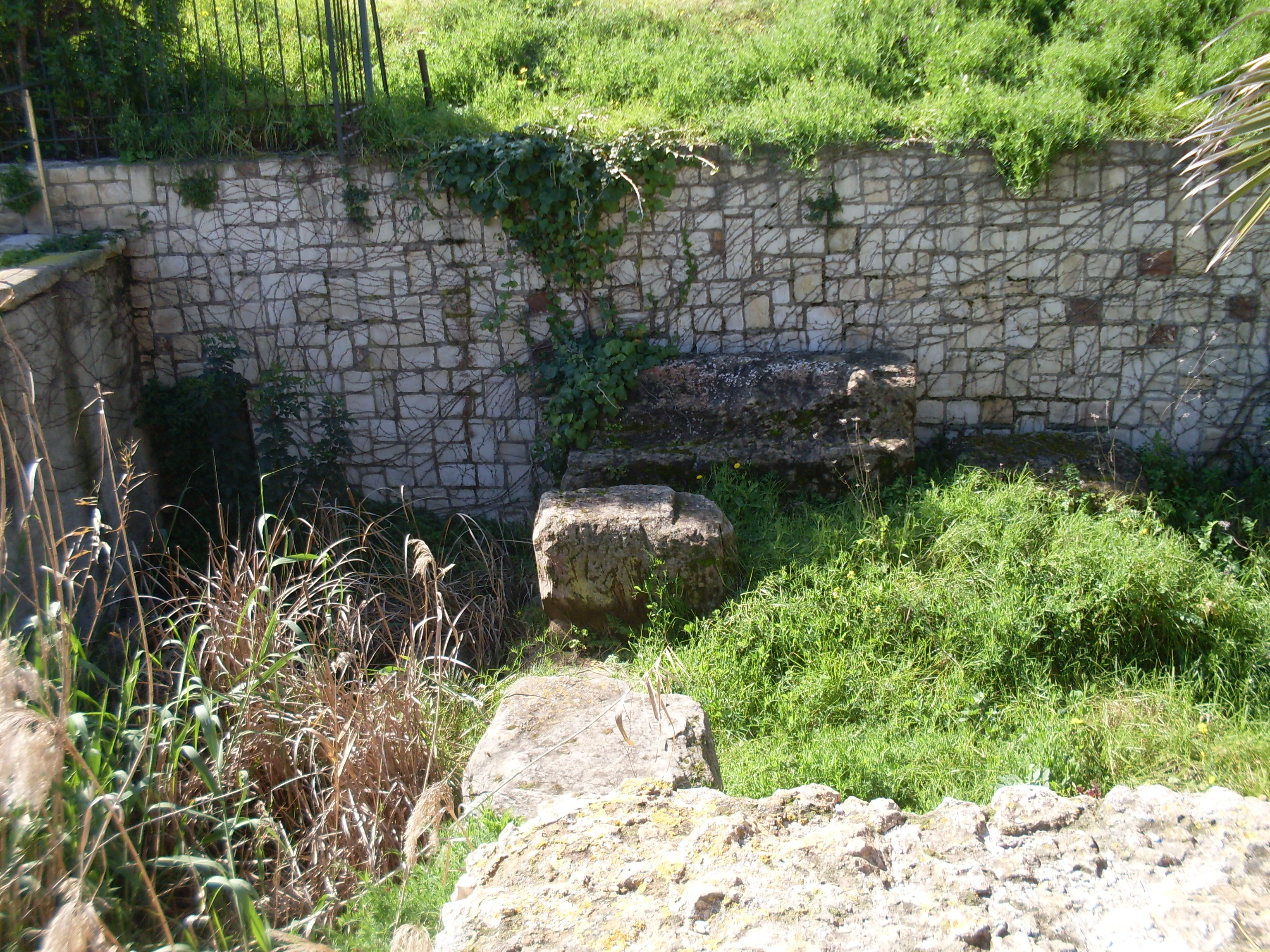
Zócalo de la muralla púnica y rompeolas (fines del).

Los arqueólogos han revelado un fragmento de la muralla frente al mar de la ciudad púnica, que data de fines del siglo VI a. C. e inicios del siglo V a. C., con uno de los bloques de fundación de trece toneladas. Además, la obra no estaba desprovista de intenciones estéticas: medía diez codos de altura (alrededor de 5,20 metros) y estaba provista de torres y puertas.

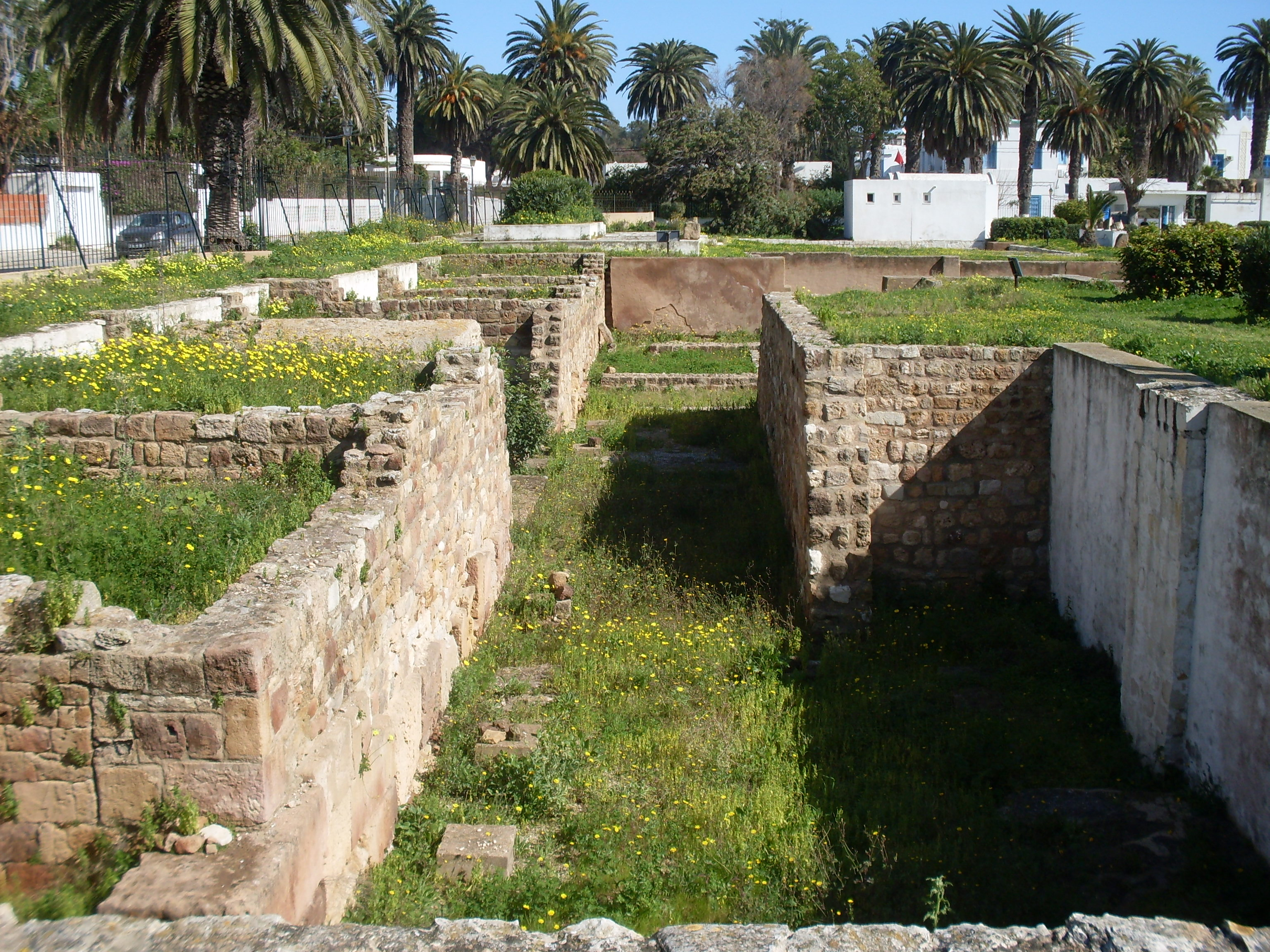
Otra vista del barrio: construcciones del barrio de artesanos de la época romana con un carril en el centro, encima de las viviendas públicas de los siglos V a. C. y III a. C.

El sitio también ha revelado un rompeolas, así como un barrio de viviendas de la misma época. Se ha reconocido una rica villa con peristilo de los siglos V-IV a. C., que tenía un patio bordeado de columnas en tres de sus lados. El barrio había sido concebido según un plano octogonal. Las viviendas estaba decoradas de estuco, pisos de mosaicos muy coloridos, signo de la gran prosperidad de la ciudad púnica de entonces. Asimismo, emergió una vivienda del siglo III a. C. que tenía una superficie superior a los 1.500 m², organizada en torno a un patio con pórtico.
Igualmente, los arqueólogos han podido seguir la evolución del barrio durante la época romana: el sitio fue reocupado solamente un siglo después de la destrucción de Cartago en la tercera guerra púnica. Los romanos reutilizaron las instalaciones púnicas, pozos y cisternas, mientras que las ruinas proporcionaron material de construcción. No hubo cambios en el barrio hasta fines de la época romana, con excepción de las reconstrucciones tras un terremoto en el siglo IV y la restauración que siguió a la reconquista bizantina.
Asimismo, los elementos del alcantarillado romano son visibles, al igual que los elementos romanos de los siglos I y II.

## Antiquarium

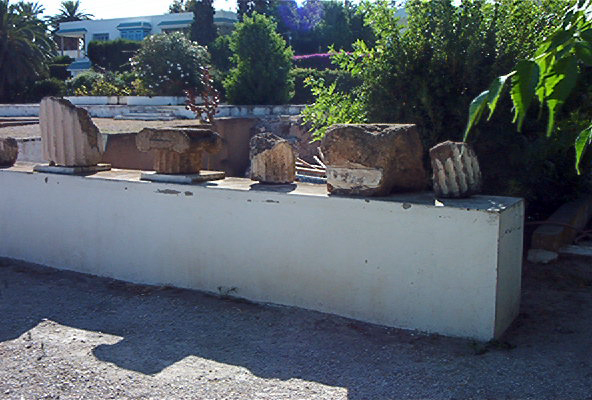
Fragmentos arquitectónicos de la época púnica.

El antiquarium comprende fragmentos de arquitectura: columnas y capiteles de arenisca estucada de El Haouaria. Además, están expuestas maquetas que representan el sitio en diversas épocas, así como un pozo de extracción de arenisca de la época púnica. 

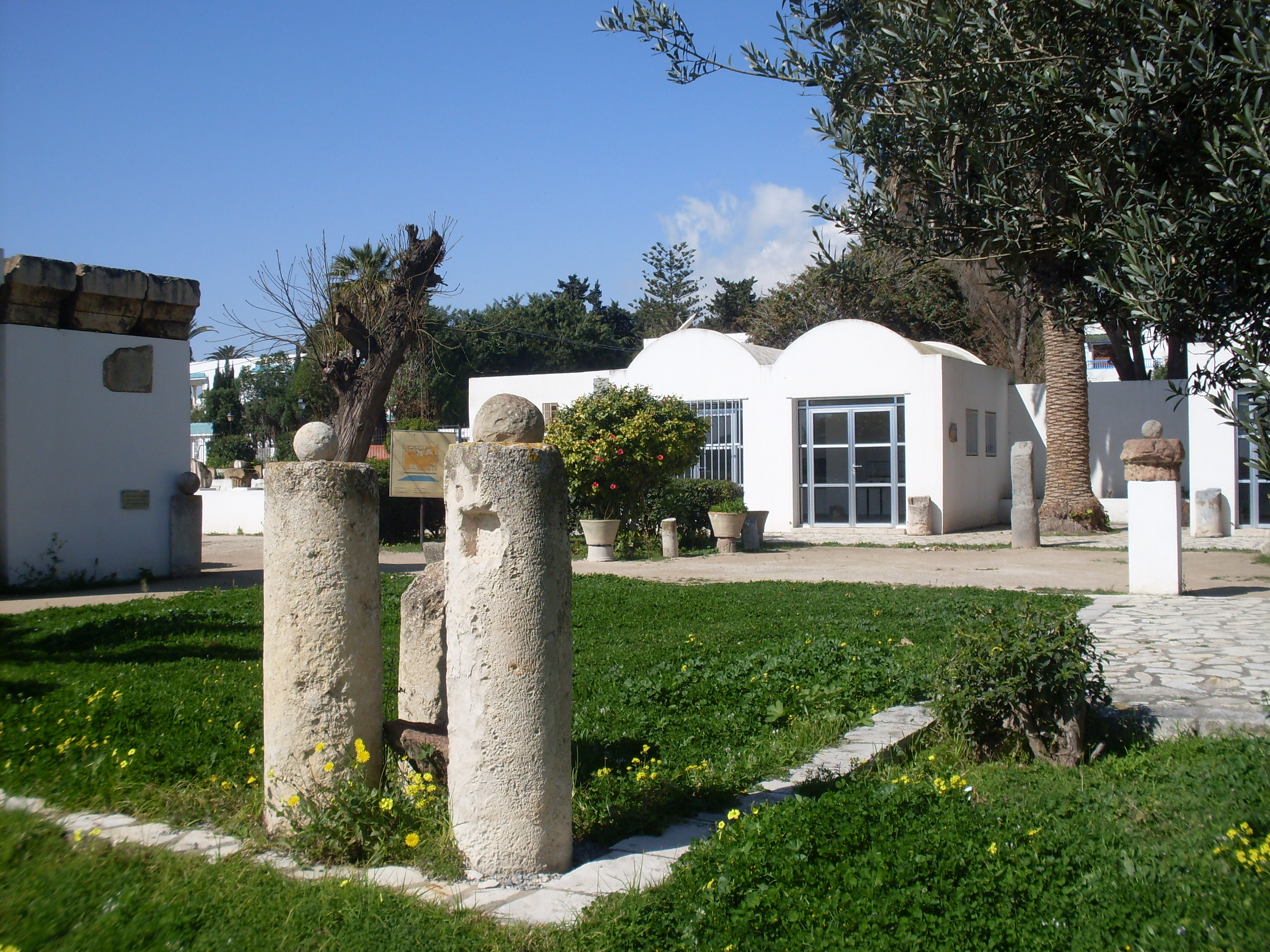
Vista del antiquarium.

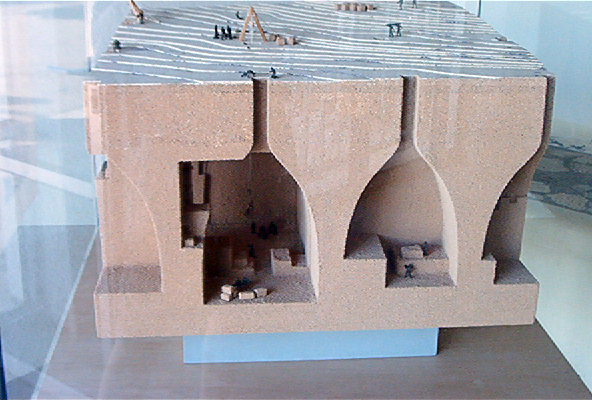
Maqueta de un pozo de extracción de arenisca de El Haouaria.

Una de las dos maquetas corresponde al barrio en los siglos V-III a. C., cuando la muralla fue perforada para construir la puerta que da al mar y que un espacio separaba el hábitat de este. La otra maqueta representa el barrio en el siglo II a. C., cuando la puerta fue clausurada, el hábitat estaba más cerca del dispositivo de defensa y la zona residencial se había extendido. La maqueta de los pozos de extracción de El Haouaria permite visualizar la forma como eran sacados los bloques de las canteras.

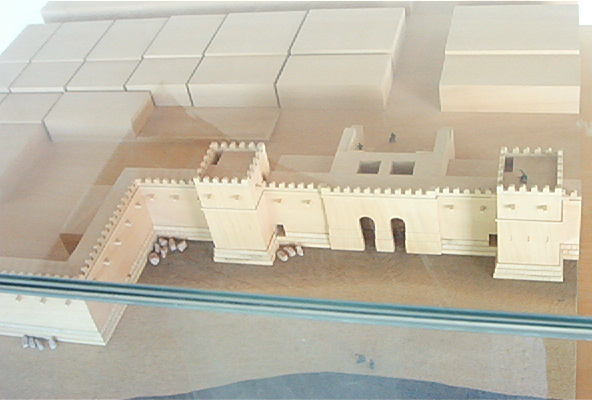
Maqueta de la puerta frente a la costa (siglos III-V a. C.).

Además, el antiquarium comprende fragmentos de cerámicas descubiertos durante las excavaciones arqueológicas y fragmentos de estucos decorativos y de arquitectura.